# Cretaccio
Cretaccio est une île italienne faisant partie de l'archipel des Îles Tremiti situé dans la Mer Adriatique. Elle est la plus petite des îles de l'archipel après La Vecchia avec ses 0,04 km² ce qui lui vaut plus l'appellation de plus grand rocher de l'archipel que celui d'île à part entière.
Complètement inhabitée, elle fait administrativement partie de la commune des Isole Tremiti qui est sous la juridiction de la Province de Foggia.

## Géographie

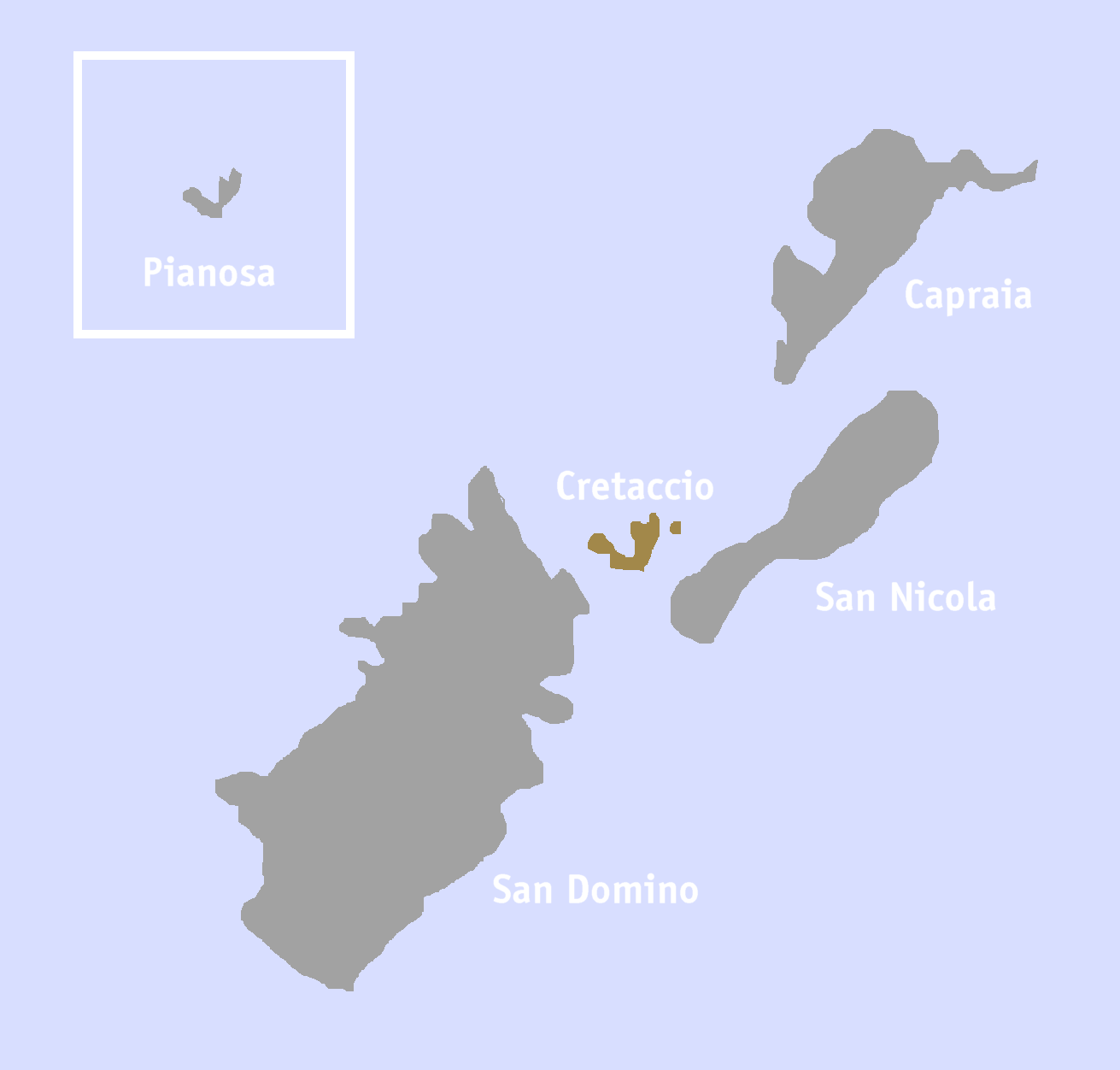
Position de Cretaccio dans l'archipel.

L'île se développe sur une superficie d'environ 4 hectares pour une longueur de 400 mètres, une largeur de 200 mètres et un développement côtier de 1300 mètres. Son point culminant se situe à 30 mètres au-dessus du niveau de la mer. Cette île est située à 200 mètres de San Domino, 300 mètres de San Nicola et 900 mètres de Capraia, les autres îles de l'archipel.